# チャイルド オブ ライト
『チャイルド オブ ライト』（Child of Light）は、ユービーアイソフトから発売されたRPG。

## 概要
プレイヤーは横スクロール型のフィールドで主人公とその相棒を操り、仕掛けを解いたり敵と戦ったりしながらゲームを進めていく。敵との戦闘はシンボルエンカウント方式とターン制のコマンドバトルが採用されている。
鉛筆と水彩で描かれた絵本のようなグラフィクスが特徴。ゲームエンジンには、『レイマン オリジン』等の近年のレイマンシリーズと同じくUbiArt Frameworkが用いられている。
『Far Cry 3』のクリエイティブ・ディレクターで、本作の開発を手掛けたPatrick Plourdeによれば、本作はスタジオジブリ・天野喜孝・『ベイグラントストーリー』・『ファイナルファンタジーVIII』・『LIMBO』のスタイルに強くインスパイアされているという。
日本でのPlayStation 4・PlayStation 3版の発売に際しては、ゲームソフト本編のプロダクトコードと、天野喜孝の描き下ろしポスター、24ページから成るアートブック、ボーナスダウンロードコンテンツをセットにした限定生産のパッケージ版が販売された。PlayStation 4版とPlayStation 3版はクロスバイであり、一度PlayStation Storeで購入するとどちらのプラットフォームでもプレイすることができる。
日本でのPlayStation Vita版の発売に際しては、ゲームソフト本編を収録したPS Vitaカードと追加コンテンツのプロダクトコードをセットにしたパッケージ版『チャイルド オブ ライト スペシャルエディション』が販売されると告知がなされた。なお、PS Vita版はPlayStation 3・4版とのクロスバイ・クロスセーブには対応しない。

## ストーリー
主人公の少女オーロラは、見知らぬ場所で目を覚ます。そこは闇の女王によって太陽と月と星々が奪われた不思議の国レムリアであった。レムリアに3つの光を取り戻し元の世界に帰るため、オーロラは闇の女王を倒すべく冒険の旅に出る。

## キャラクター
オーロラ
主人公。オーストリアの公爵の娘。赤い髪に冠と素足が特徴。
イグニキュラス
オーロラが突如レムリアに来てしまい途方に暮れて泣いている時、傍にあったりんごの木の近くで姿を見せる。「森のレディ」と呼ばれる女性に頼まれ、オーロラを修道院まで導く。
イグニキュラスの光を使わないと解けない仕掛けが、ステージの要所に登場する。2プレイヤーが操作することもできる。
ルベラ
ピエロの女性。置き手紙を残して出ていった弟を探している。
フィン
カピッリ族という森の妖精。やや臆病な性格で、特にオーロラたちと仲間になったばかりの頃はそれが躊躇であったが、次第にそれが少なくなり、勇敢な心理描写も増える。
ロバート
ボルマスの民。
ノラ
オーロラの義姉。
トリスティス
ルベラの弟。
オエンガス
城の衛兵のカテギダ族。
ジェン
ピシアンの村で出会う少女。本名はジェノヴェーファ。
ゴーレム
トゲの木で出会う仲間。体は岩でできており、釜のような武器を持っている。Wii U版以外で追加コンテンツ「ゴーレムの苦しみパック」をダウンロードすれば、ゲーム中に登場するようになる。出会った当初は体がバラバラに分散しており、頭部のみの状態。体はトゲの木のあちこちに散らばっており、すべて回収するとようやく仲間になる。
語り手
声：木下紗華